# Cratere Cleomedes
Cleomedes è un grande cratere lunare di 130,77 km situato nella parte nord-orientale della faccia visibile della Luna, a nord del Mare Crisium.
È circondato da terreno accidentato e marcato da numerosi impatti. Il cratere irregolare Tralles è parzialmente sovrapposto al bordo nordoccidentale. A est si trova il cratere Delmotte, mentre a nord si trova una formazione di tre crateri, con il cratere Burckhardt al centro.

Il cratere (in alto) con le strutture vicine in formato selenocromatico

Il bordo esterno è fortemente eroso, in particolare nella parte meridionale, mentre il cratere satellite Cleomedes C giace sul margine sud-sud-ovest. Il pianoro interno è approssimativamente piatto, con una modesta cresta orientata verso nord-nord-est a formare un picco centrale, giusto a nord del centro geometrico. Sono presenti numerosi piccoli impatti, in particolare una coppia di crateri sovrapposti, subito all'interno del bordo di nord-ovest.
La Rima Cleomedes attraversa la parte settentrionale del pianoro centrale, ed è orientata da sud-est verso nord-ovest. Questa rima si divide in corrispondenza dell'asse del cratere. Creste minori si trovano nella parte sudorientale dell'interno.
Il cratere è dedicato all'astronomo greco Cleomede.

## Crateri correlati
Alcuni crateri minori situati in prossimità di Cleomedes sono convenzionalmente identificati, sulle mappe lunari, attraverso una lettera associata al nome.
| Cleomedes | Coordinate            | Diametro (in km) |
| --------- | --------------------- | ---------------- |
| A         | 28°52′48″N 55°03′36″E | 12,57            |
| B         | 27°09′00″N 55°53′24″E | 10,68            |
| C         | 25°39′36″N 54°49′48″E | 13,85            |
| D         | 29°12′36″N 61°51′36″E | 28,94            |
| E         | 28°36′36″N 54°34′48″E | 21,09            |
| F         | 22°34′12″N 56°59′24″E | 11,82            |
| G         | 24°00′36″N 57°10′12″E | 19,35            |
| H         | 22°25′48″N 57°37′48″E | 6,5              |
| J         | 26°52′12″N 56°57′36″E | 10,01            |
| L         | 23°47′24″N 54°24′36″E | 7,08             |
| M         | 24°11′24″N 51°39′36″E | 6,29             |
| N         | 24°43′12″N 52°31′12″E | 6                |
| P         | 24°42′N 56°12′E       | 9,49             |
| Q         | 24°48′36″N 56°41′24″E | 4,47             |
| R         | 29°27′36″N 60°09′36″E | 14,75            |
| S         | 29°27′36″N 58°57′00″E | 7,58             |
| T         | 25°44′24″N 57°36′36″E | 12,37            |